# Eau de saule

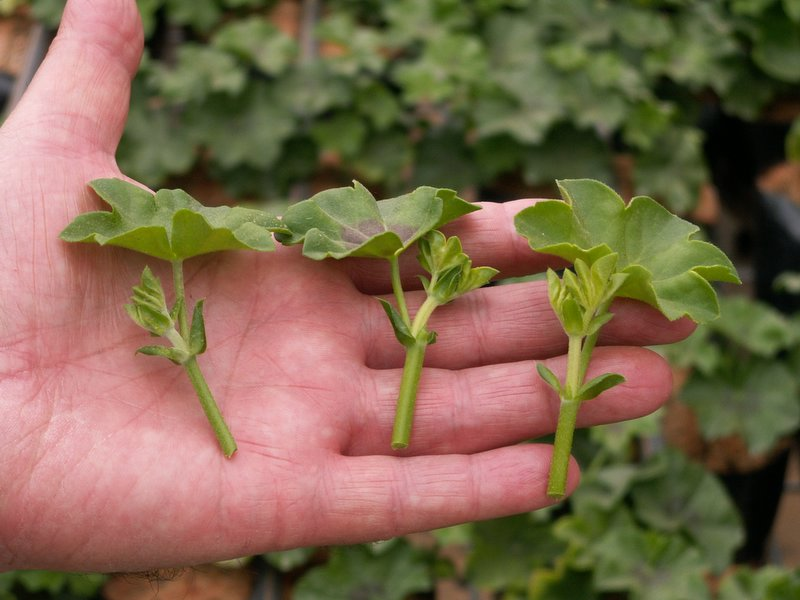
Préparation au bouturage de pélargonium.

L'eau de saule, obtenue par macération de saule, permet, comme les auxines, de faciliter le bouturage des végétaux.

## Fabrication
On peut la fabriquer par exemple en écrasant avec un marteau quelques rameaux de saule (toutes espèces confondues sauf le saule marsault) qu’on laisse tremper pendant 24 heures dans de l’eau afin d'extraire l'acide salicylique et l'acide β-indole butyrique naturellement présent dans l'écorce des saules. On récupère cette eau et on y met à bouturer les tiges de la plante. L'eau de saule favorise la rhizogenèse.
Mais la meilleure recette de fabrication consiste à plonger quelques grosses boutures de saule dans une bassine d’eau pendant 4 à 5 semaines.
On obtient ainsi deux choses très intéressantes :
- des boutures de saule prêtes à être replantées.
- le liquide restant dans la bassine ressemble à une sorte de gel laissant des résidus glissants sur les doigts. Les parties du saule qui étaient sous l’eau semblent également être enduits d’un gel transparent ; en particulier autour de la surface de la coupe à la base. Ce liquide permet de faciliter le bouturage ou le marcottage de n’importe quelle plante et de renforcer des arbres affaiblis (par un rempotage par exemple).

Cette technique était très utilisée avant la commercialisation de l’hormone de bouturage en jardineries.
Les saules (Salix .ssp) ont toujours été connus pour leur facilité à s’enraciner. Une bouture (même de 2 cm de diamètre) peut être prélevée n’importe quand dans l’année, plongée dans de l’eau et elle produira de nouvelles racines en à peine quelques jours sans avoir besoin d’utiliser de l’hormone de bouturage.

## La théorie de «l’eau de Saule»
L’aspirine mélangée à de l’eau est souvent utilisée pour prolonger la durée de vie des fleurs coupées (1 comprimé d’aspirine 500 mg pour 5 litres d’eau). L’aspirine est un anti-coagulant naturel.
L’aspirine acide acétylsalicylique est un dérivé de l’acide salicylique, un produit qu’on trouve naturellement dans l’écorce des saules. Il existe d’autres hormones (auxine) facilitant l’enracinement.
Il a été prouvé que l’acide salicylique permet de bloquer la réponse à une blessure provenant de l’acide abscissique[réf. nécessaire]. L’acide abscissique est une hormone de stress libérée par toutes les plantes en réponse à une blessure, une maladie mais particulièrement à un stress hydrique(lorsque la différence de concentration en eau entre le sol et l' atmosphère est trop importante la plante génère cette hormone qui, en fermant les stomates, permet de limiter l'évapotranspiration et donc une forte déshydratation); il induit la fermeture rapide des stomates et la « fermeture » des secteurs blessés de la plante.
En freinant cette réaction, l’acide salicylique empêche l’assèchement de la plante et lui permet de guérir en produisant de nouvelles racines.
La « puissance » de l’eau de saule dépendra évidemment de la concentration en acide salicylique du gel obtenu. Celle-ci dépendante elle-même du nombre et de l’épaisseur des boutures de saule utilisées ainsi que du volume d’eau dans lequel on les aura plongées.
Attention, l’eau de saule n’est toutefois pas un produit miracle. Elle ne permettra que de faciliter le bouturage ou le marcottage à condition que ceux-ci soient tout de même réalisés selon les « règles de l’art ».